# Károly Kamermayer
Dans le nom hongrois Kamermayer Károly, le nom de famille précède le prénom, mais cet article utilise l’ordre habituel en français Károly Kamermayer, où le prénom précède le nom.
Károly Kamermayer, né le 14 mai 1829 à Pest et mort le 5 juin 1897 à Abbázia, est un homme politique hongrois, premier bourgmestre de Budapest de 1873 à 1896.